# Roseodendron chryseum
Roseodendron chryseum là một loài thực vật có hoa trong họ Chùm ớt. Loài này được (S.F.Blake) Miranda miêu tả khoa học đầu tiên năm 1965.